# 유석창
유석창(劉錫昶, 1900년~1972년)은 대한민국의 의사이자 교육자이다. 호는 상허(常虛). 함경남도 단천 출생. 건국대학교의 설립자이다.

## 생애
호는 상허(常虛). 함경남도 단천 출생. 11세 때 독립투사인 아버지 승균(勝均)을 따라 만주로 망명하여 장백현·간도성 등지에서 독립운동에 가담하였다. 21세 때 귀국하였으며 서울 경신학교를 거쳐 1928년 경성의학전문학교를 졸업하였다.
1928년 졸업하자마자 민중병원을 세워 가난한 환자를 치료하는 데 평생을 헌신하였다. 구료제민(救療濟民)이라는 건국대병원 설립이념이 탄생하게 된 배경이다. 1931년 5월 서울 종로2가에서 중앙실비진료원(후의 민중병원)을 개설하였으며, 1932년에는 『보건신문』을 창간하는 등 일제치하에서 어려운 민중들을 위한 치료와 보건교육에 심혈을 기울였다. 1939년 조선보건협회 회장으로 활약하였으나, 민중병원장직을 사임함과 동시에 회장도 그만두었다.
1945년 8월 한국국민당 창당발기인이 되었으며, 같은 해 10월 사설강습소인 건국의숙(建國義塾) 인가를 얻는 등 정치·학구 및 교육 등의 분야에서 건국 초기에 많은 공적을 남겼다. 건국의숙은 서울 낙원동에 있었으며, 뒤에 정규대학인 건국대학교로까지 발전시켜 초대총장에 취임하였다. 1959년 건국대 초대총장으로 취임한 유석창은 저서로는 『한국농업의 미래상』·『조용한 혁명』 등이 있다.

## 독립운동
유석창이 11세 때 독립투사인 아버지 유승균(劉勝均)을 따라 만주로 망명하여 장백현·간도성 등지에서 독립운동에 가담하여 21세에 귀국하기까지 활동하였다.이후 유석창은 평생을 '항상 조국의 건국을 생각하고 민족의 번영을 위해 마음을 비운다(常念建國 虛心爲族)'의 정신을 마음에 담고 상허(常虛)라는 호를 사용하게 되었다.

## 같이 보기
- 건국대 민중병원